# Гейлі Стайнфельд
Гейлі Стайнфельд (англ. Hailee Steinfeld; нар. 11 грудня 1996, Лос-Анджелес, Каліфорнія, США) — американська акторка та співачка. У 14-річному віці номінувалась на центральні премії «сезону кінонагород», зокрема «Оскар», за головну роль у вестерні «Справжня мужність» (2010). З 2018 року озвучує Ґвен Стейсі в анімаційних фільмах про Людину-павука, а з 2021 року грає Кейт Бішоп у кіновсесвіті Marvel.

## Біографія
Донька дизайнерки інтер'єру Чері (уроджена Домасін) з провінції Бохоль та Пітера Стайнфельда, персонального фітнес-тренера. Народилася в Лос-Анджелесі, США. Має старшого брата Гріффіна — гонщика NASCAR. Навчалася в Початковій школі Конеджо та Середній школі Коліна. З 2008 року перебувала на домашньому навчанні, випустившись у 2015 році.
У вісім років почала зніматися у короткометражних фільмах, рекламі, а також було кілька епізодичних появ у підліткових серіалах. Першу велику роль отримала в вестерні братів Коенів «Справжня мужність». У фільмі зіграла юну дівчинку Метті Росс, яка після вбивства батька продала майно, щоб найняти Рустера Когбурна (Джефф Бріджес) для покарання вбивці батька (Джош Бролін). Роль стала успішною для юної акторки — вона принесла їй численні нагороди та номінації, зокрема номінацію на премію «Оскар» у 14-річному віці.
У 2013 році зіграла Джульєтту Капулетті у кіноадаптації твору Вільяма Шекспіра «Ромео і Джульєтта». Того ж року з'явилася у науково-фантастичній стрічці «Гра Ендера», музичній драмі «Почати знову» та драмі «Від любові до ненависті». Наступного року відбувся реліз трьох фільмів з Гейлі Стайнфельд: драматичний трилер з Кевіном Костнером і Ембер Герд «Три дні на вбивство» та вестерни «Місцевий», «Вітальня».
У 2015 році на кінофестивалі «Санденс» відбулась прем'єра стрічки «Десять тисяч святих». У цій драмі акторка виконала роль доньки Діани (Емілі Мортімер). У 2015—2017 роках виконувала головну роль у серії мюзиклів «Ідеальний голос». Зіграла головну роль у пригодницькій комедії «Особливо небезпечна». Як співачка, випустила низку синглів і міні-альбомів, починаючи з 2015 року.
У 2016 році вийшла стрічка «Тривалість життя». Екранного батька Гейлі зіграв Вінс Вон. На Міжнародному кінофестивалі у Торонто того ж року відбулась прем'єра трагікомедії «Майже сімнадцять», де Стайнфельд зіграла головну роль Надін.
З 2018 року озвучує Ґвен Стейсі в анімаційних фільмах про Людину-павука, починаючи з «Людина-павук: Навколо всесвіту». У 2019—2021 роках грала Емілі Дікінсон у телесеріалі «Дікінсон».
З 2021 року грає Кейт Бішоп у кіновсесвіті Marvel. У 2025 році виконала головну роль у фільмі жахів «Грішники».

### Особисте життя
Протягом грудня 2017 — грудня 2018 зустрічалася з ірландським співаком Найлом Хораном. З 2023 року у стосунках з футболістом Джошем Алленом.

## Фільмографія
| Рік       |    | Українська назва                  | Оригінальна назва                   | Роль                                         |
| --------- | -- | --------------------------------- | ----------------------------------- | -------------------------------------------- |
| 2007      | с  |                                   | Back to You                         | маленька дівчинка (Епізод: "Gracie's Bully") |
| 2008      | кф |                                   | Heather: A Fairy Tale               | Гізер                                        |
| 2009      | кф | Вона — лисиця                     | She's a Fox                         | Талія Олден                                  |
| 2010      | тф | Літній табір                      | Summer Camp                         | Шаяна Меттсон                                |
| 2010      | кф | Без крил                          | Without Wings                       | Еллісон                                      |
| 2010      | кф | Гран крю                          | Grand Cru                           | Софі                                         |
| 2010      | с  | Сини Тусона                       | Sons of Tucson                      | Бетані Спрінгс (Епізод: "Chicken Pox")       |
| 2010      | ф  | Справжня мужність                 | True Grit                           | Метті Росс                                   |
| 2013      | ф  | Почати знову                      | Begin Again                         | Вайолет Малліган                             |
| 2013      | ф  | Від любові до ненависті           | Hateship Loveship                   | Сабіта                                       |
| 2013      | кф | Магічний браслет                  | The Magic Bracelet                  | Енджела                                      |
| 2013      | ф  | Ромео і Джульєтта                 | Romeo & Juliet                      | Джульєтта Капулетті                          |
| 2013      | ф  | Гра Ендера                        | Ender's Game                        | Петра Арканіан                               |
| 2014      | ф  | Три дні на вбивство               | 3 Days to Kill                      | Зої Реннер                                   |
| 2014      | ф  | Місцевий                          | The Homesman                        | Табіта Гатчинсон                             |
| 2014      | ф  | Вітальня                          | The Keeping Room                    | Луїза                                        |
| 2014      | мф | Спогади про Марні                 | 思い出のマーニー                    | Анна Сасакі (англ. дубляж)                   |
| 2015      | ф  | Десять тисяч святих               | Ten Thousand Saints                 | Еліза Урбанскі                               |
| 2015      | ф  | Ідеальний голос 2                 | Pitch Perfect 2                     | Емілі Торчок                                 |
| 2015      | ф  | Особливо небезпечна               | Barely Lethal                       | Меган Волш                                   |
| 2016      | ф  | Тривалість життя                  | Term Life                           | Кейт Барроу                                  |
| 2016      | ф  | Майже сімнадцять                  | The Edge of Seventeen               | Надін Франклін                               |
| 2017      | ф  | Ідеальний голос 3                 | Pitch Perfect 3                     | Емілі Торчок                                 |
| 2018      | тф | MTV Europe Music Awards 2018      | MTV Europe Music Awards 2018        | ведуча церемонії                             |
| 2018      | ф  | Бамблбі                           | Bumblebee                           | Чарлі Вотсон                                 |
| 2018      | мф | Людина-павук: Навколо всесвіту    | Spider-Man: Into the Spider-Verse   | Ґвен Стейсі / Спайдер-Ґвен (озвучення)       |
| 2019—2021 | с  | Дікінсон                          | Dickinson                           | Емілі Дікінсон (30 епізодів)                 |
| 2019      | ф  | Між двома папоротями: Фільм       | Between Two Ferns: The Movie        | у ролі самої себе                            |
| 2019      | ф  | Ангели Чарлі                      | Charlie's Angels                    | новенька Ангел Чарлі                         |
| 2021      | с  | Соколине Око                      | Hawkeye                             | Кейт Бішоп / Соколине Око (6 епізодів)       |
| 2021—2024 | мс | Аркейн                            | Arcane: League of Legends           | Ві (9 епізодів)                              |
| 2023      | мф | Людина-павук: Крізь Всесвіт       | Spider-Man: Across the Spider-Verse | Ґвен Стейсі / Спайдер-Ґвен (озвучення)       |
| 2023      | ф  | Марвели                           | The Marvels                         | Кейт Бішоп / Соколине Око                    |
| 2025      | ф  | Грішники                          | Sinners                             | Мері                                         |
| 2026      | ф  | Месники: Судний день              | Avengers: Doomsday                  | Кейт Бішоп / Соколине Око                    |
| 2027      | мф | Людина-павук: По той бік Всесвіту | Spider-Man: Beyond the Spider-Verse | Ґвен Стейсі / Спайдер-Ґвен (озвучення)       |

### Музичні відео
| Рік  | Назва                          | Виконавець                                                 |
| ---- | ------------------------------ | ---------------------------------------------------------- |
| 2020 | Times Like These               | Live Lounge Allstars                                       |
| 2020 | I Love You's                   | Гейлі Стайнфельд                                           |
| 2020 | Wrong Direction                | Гейлі Стайнфельд                                           |
| 2019 | Afterlife                      | Гейлі Стайнфельд                                           |
| 2019 | Graduation                     | Бенні Бланко & Juice WRLD                                  |
| 2019 | Earth                          | Lil Dicky                                                  |
| 2019 | Woke Up Late                   | Drax Project feat. Гейлі Стайнфельд                        |
| 2018 | Colour                         | MNEK feat. Гейлі Стайнфельд                                |
| 2018 | Capital Letters                | Гейлі Стайнфельд feat. BloodPop                            |
| 2017 | Let Me Go                      | Гейлі Стайнфельд & Alesso, Florida Georgia Line            |
| 2017 | Let Me Go — First Version      | Гейлі Стайнфельд & Alesso Feat. Florida Georgia Line, Watt |
| 2017 | Most Girls                     | Гейлі Стайнфельд                                           |
| 2017 | At My Best                     | Machine Gun Kelly feat. Гейлі Стайнфельд                   |
| 2016 | Starving                       | Гейлі Стайнфельд & Grey feat. Zedd                         |
| 2016 | Rock Bottom                    | Гейлі Стайнфельд & DNCE                                    |
| 2015 | Sing                           | Pentatonix                                                 |
| 2015 | Love Myself — Acoustic Version | Гейлі Стайнфельд                                           |
| 2015 | Love Myself                    | Гейлі Стайнфельд                                           |
| 2015 | Stitches (Acoustic Version)    | Шон Мендес & Гейлі Стайнфельд                              |
| 2015 | Bad Blood                      | Тейлор Свіфт                                               |
| 2012 | Endlessly                      | The Cab                                                    |